# Hohenbrugg-Weinberg
Hohenbrugg-Weinberg est une ancienne commune autrichienne du district de Südoststeiermark en Styrie.